# Ölfördermaximum

Prognose des Fördermaximums der Ölförderung nach dem Modell von M. King Hubbert 1956

Dem Konzept eines Ölfördermaximums (englisch peak oil) liegt die Beobachtung zugrunde, dass die Förderung von Erdöl aus bestimmten Lagerstätten bereits lange vor der endgültigen Erschöpfung der Reserven aufgrund von mehreren Faktoren (u. a. geologisch, energetisch, technologisch und ökonomisch) ein historisches Maximum erreicht und die Produktion danach unumkehrbar abfällt. Das globale Ölfördermaximum ist das zeitliche Maximum der weltweiten Förderrate von Rohöl.
Es geht auf Arbeiten des Geologen Marion King Hubbert ab dem Jahr 1949 zurück. Hubbert prognostizierte im Jahr 1956 das weltweite Maximum der (konventionellen) Ölförderung um das Jahr 2000. Die Bundesanstalt für Geowissenschaften und Rohstoffe stellte fest (Stand 2019), dass bei konventionellem Öl bereits 2005 ein Plateau erreicht wurde und seitdem die Förderung stagniere. Das Fördermaximum für unkonventionelle Ölförderung, wie etwa durch Hydraulic Fracturing, wird dagegen Schätzungen zufolge in der zweiten Hälfte des 21. Jahrhunderts erreicht.
Anfang und Mitte der 2000er Jahre erhielt das Konzept durch eine Reihe von Veröffentlichungen und populärwissenschaftlichen Büchern weltweite Aufmerksamkeit. Der Zeitpunkt und die Höhe des Maximums der gesamten Erdölförderung wurde durch die Einbindung von bislang nichtkonventionellen Vorkommen wie Tiefseevorkommen, Ölsande und Tight Oil, sowie sekundärer und tertiärer Methoden bei konventionellen Lagerstätten zeitlich erheblich verzögert. Die Beobachtung, dass sich die statische Reichweite von Erdöl in den letzten Jahrzehnten kaum verändert hat, führte zur ironischen Beschreibung als Erdölkonstante.

## Entwicklung des Konzepts

Abb. 1: Oben: Die Förderung einer Ölquelle in mehreren Phasen. Unten: Die Gesamtförderung mehrerer Quellen kann durch die sog. Hubbert-Kurve beschrieben werden. Diese Kurve ist die erste Ableitung einer als „logistische Funktion“ bezeichneten Sättigungsfunktion und keine Gaußsche Normalverteilung.

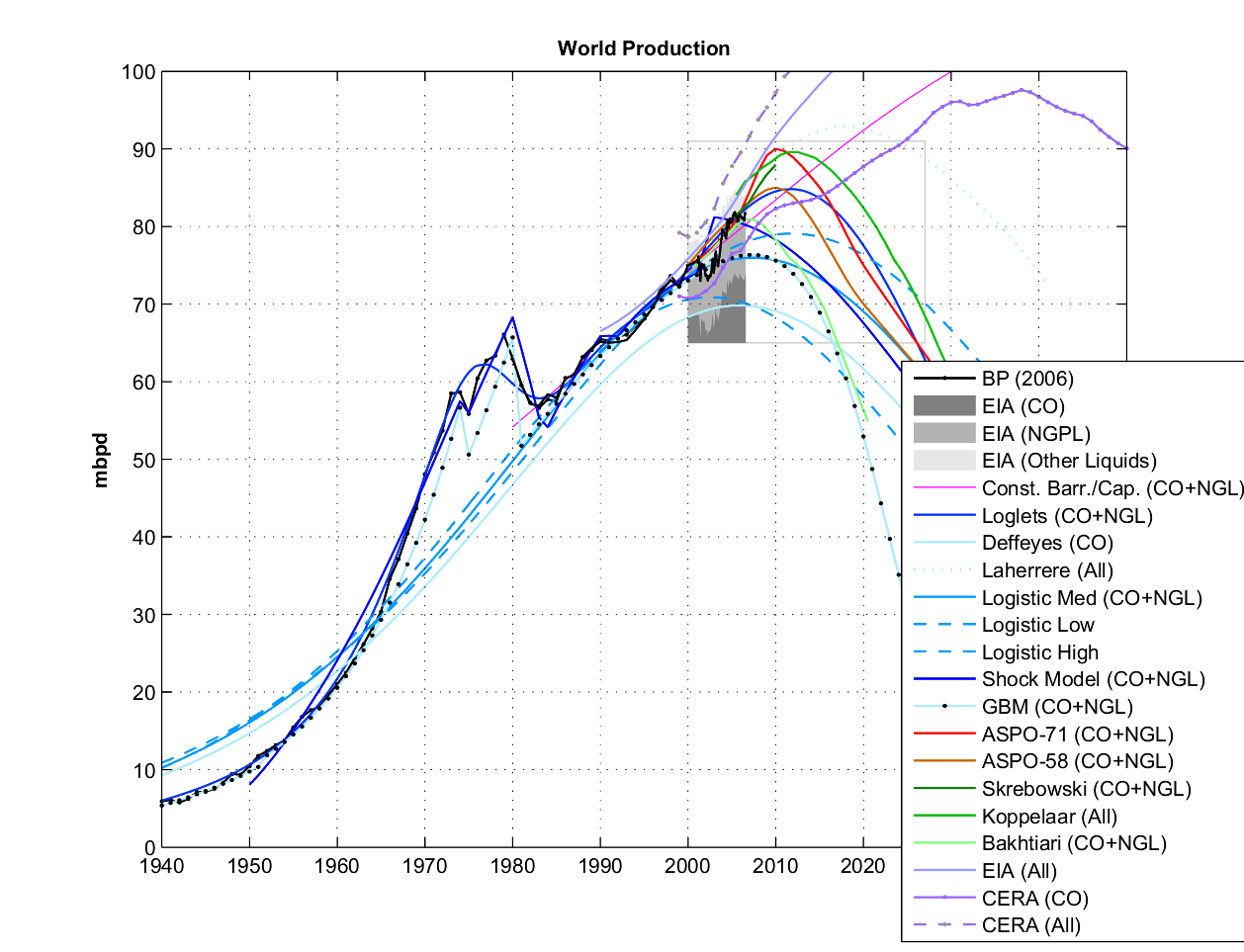
Abb. 2: Kumulativer Verlauf und Projektion der Weltproduktion nach Studien der ASPO, CERA und weiteren Forschern und Verbänden

Marion King Hubbert, damals leitender Ölexperte bei Shell und ein bekanntes Mitglied der Technokratischen Bewegung, prägte den Begriff 1956. Hubbert kannte den Verlauf der Ölförderung bei einzelnen Quellen und kleineren Ölfeldern, der sich grob einer logistischen Verteilung angleicht, und übertrug dies auf die nordamerikanische wie globale Förderung. Mit der so erhaltenen bislang richtigen Prognose des Ölfördermaximums für die Vereinigten Staaten erregte Hubbert Aufsehen; nach neueren Vorhersagen, beispielsweise von Seiten der Internationalen Energieagentur, sehen sich die USA allerdings in der Lage, in den kommenden Jahren ihr bisheriges Ölfördermaximum von Anfang der 1970er Jahre durch unkonventionelle Ölförderung wieder zu übertreffen. Das globale Ölfördermaximum prognostizierte Hubbert (1974) für das Jahr 1995. Die tatsächliche Entwicklung hat diese Prognose widerlegt.
2001 schlossen sich Geologen, Physiker, Energieberater und Publizisten, die sich mit dem Fördermaximum beschäftigen, in der vom Geologen Colin J. Campbell (†2022) gegründeten Association for the Study of Peak Oil and Gas (ASPO) zusammen. Im ersten Jahrzehnt seit der Jahrtausendwende wurde ein weltweites Ölfördermaximum und eine danach drohende Verringerung der Ölförderung und deren Folgen in der Öffentlichkeit diskutiert. Die großen Erdölproduzenten könnten ihre Produktion kaum weltweit ausweiten. Auch seien die offiziellen Zahlen der OPEC-Reserven höchstwahrscheinlich stark übertrieben. In den 1960er Jahren sei der Gipfel der Neufunde von billigem, konventionellem Öl gewesen und seit den 1980er Jahren werde mehr Öl verbraucht als neues gefunden werde. Einige dieser Fachleute prognostizierten unter großer öffentlicher Aufmerksamkeit etwa zwischen 2010 und 2020 wegen abfallender Produktionsmöglichkeiten eine drohende globale Ölverknappung sowie erhebliche Preissteigerungen. In anderen, optimistischeren Szenarien wird zunächst ein Plateau mit einem engen, aber nicht abrupt fallenden Ölangebot angenommen. Das prognostizierte stagnierende oder fallende Ölangebot wurde und wird teilweise mit der Forderung nach einer Energiewende verbunden.

Seit 2008 thematisierte auch die Internationale Energieagentur das globale Ölfördermaximum. Sie sah das Fördermaximum von konventionellem Erdöl bereits 2006 eingetreten und betrachtet das Fördermaximum als möglichen Treiber für Ölpreissteigerungen. 

Abb. 3: Ein erstes Fördermaximum für kanadisches Rohöl (1973) wurde durch die Förderung aus unkonventionellen Vorkommen nach einigen Jahren übertroffen

### Kritik
Andere Fachleute und führende Vertreter von Mineralölunternehmen halten das Konzept des globalen Ölfördermaximums und davon abgeleitete zeitliche Prognosen für unbrauchbar. Die komplexen Verläufe der Förderung einzelner Länder seien nicht durch eine einzige Summenkurve mit einem einzelnen Peak zu beschreiben. Es ergebe sich ein Plateau beziehungsweise komplexere Kurvenverläufe. Damit sei ausreichend Zeit vorhanden, um andere Energieträger aufzubauen und technische Innovationen einzuführen. Ebenso wird von einigen Wirtschaftswissenschaftlern mit Hinweis auf technologische Neuentwicklungen wie auch die Historie der Rohstoffwirtschaft insgesamt in Frage gestellt, inwieweit endliche Ressourcen generell ein dauerhaftes Problem darstellten.
In den OPEC-Ländern wird das Thema gänzlich ausgeblendet und behauptet, es wäre auch bei den derzeitigen Förderraten noch genug Öl für etliche Jahrzehnte vorhanden. Clive Mather, CEO von Shell Canada, sah die Kohlenwasserstoffvorräte der Erde als „annähernd unendlich“ an. Der frühere Enron-Manager Robert L. Bradley Jr. beruft sich auf die subjektivistische Österreichische Schule der Wirtschaftswissenschaften bei seiner Kritik am Ölfördermaximum, indem er betont, dass es auf den Nutzer ankommt, ob eine Ressource als nutzbar angesehen wird (Reserve). Eine sehr ähnliche These vertrat der emeritierte Ölgeologe Heinz Beckmann †1999, als er darauf hinwies, dass Vorräte an unkonventionellen Reserven die seinerzeit wirtschaftlich förderbaren Mengen weit überschreiten, das Maximum der Ölförderung vielmehr aufgrund steigender Förderkosten eintreten werde.

### Allgemeine Probleme, den Zeitpunkt zu bestimmen
Die Prognose des Zeitpunktes und der Höhe eines globalen Ölproduktionsmaximums ist aus mehreren Gründen mit großen Unsicherheiten behaftet. Schon die Erstellung einer Förderkurve nach der Methode Hubberts, die lediglich geologische Faktoren einbezieht und sich auf die Analyse der Förderung von Rohöl beschränkt, ist problematisch, da hierzu eine genaue Kenntnis der weltweiten Förder- und Reservedaten erforderlich ist. In einer Reihe von Ländern, insbesondere wichtigen Ölförderländern des Nahen Ostens, können diese Daten nicht von unabhängiger Seite überprüft werden, da die nationalen Ölgesellschaften feldspezifische Detailangaben unter Verschluss halten.
In neueren Analysen werden häufig neben konventionellem Öl (Rohöl + Kondensat, d. h. Flüssiggas) auch „unkonventionelles Öl“ wie Schwerstöl (nicht von selbst fließfähiges Öl) und Öl aus Teersanden sowie sonstige flüssige Kohlenwasserstoffe (synthetisches Öl aus Gas und Kohle, Biokraftstoffe) einbezogen. Je nachdem, welche Flüssigkeiten betrachtet werden, gelangt man zu unterschiedlichen Ergebnissen bezüglich eines Förder- oder Produktionsmaximums.
Eine Reihe von Faktoren sind überhaupt nicht modellierbar. Hierzu gehören z. B. die Auswirkungen von Krieg, Unruhen oder Sanktionen in wichtigen Ölförderländern. Ebenso schwierig ist die Vorhersage der Auswirkungen von technischem Fortschritt und eines steigenden Ölpreises auf die Förderung.
Entsprechend weit auseinander gehen die Zahlen zu einem Ölproduktionsmaximum. Die Tabelle weiter unten gibt einen Überblick über die verschiedenen Prognosen.

## Weltweite Ölförderung

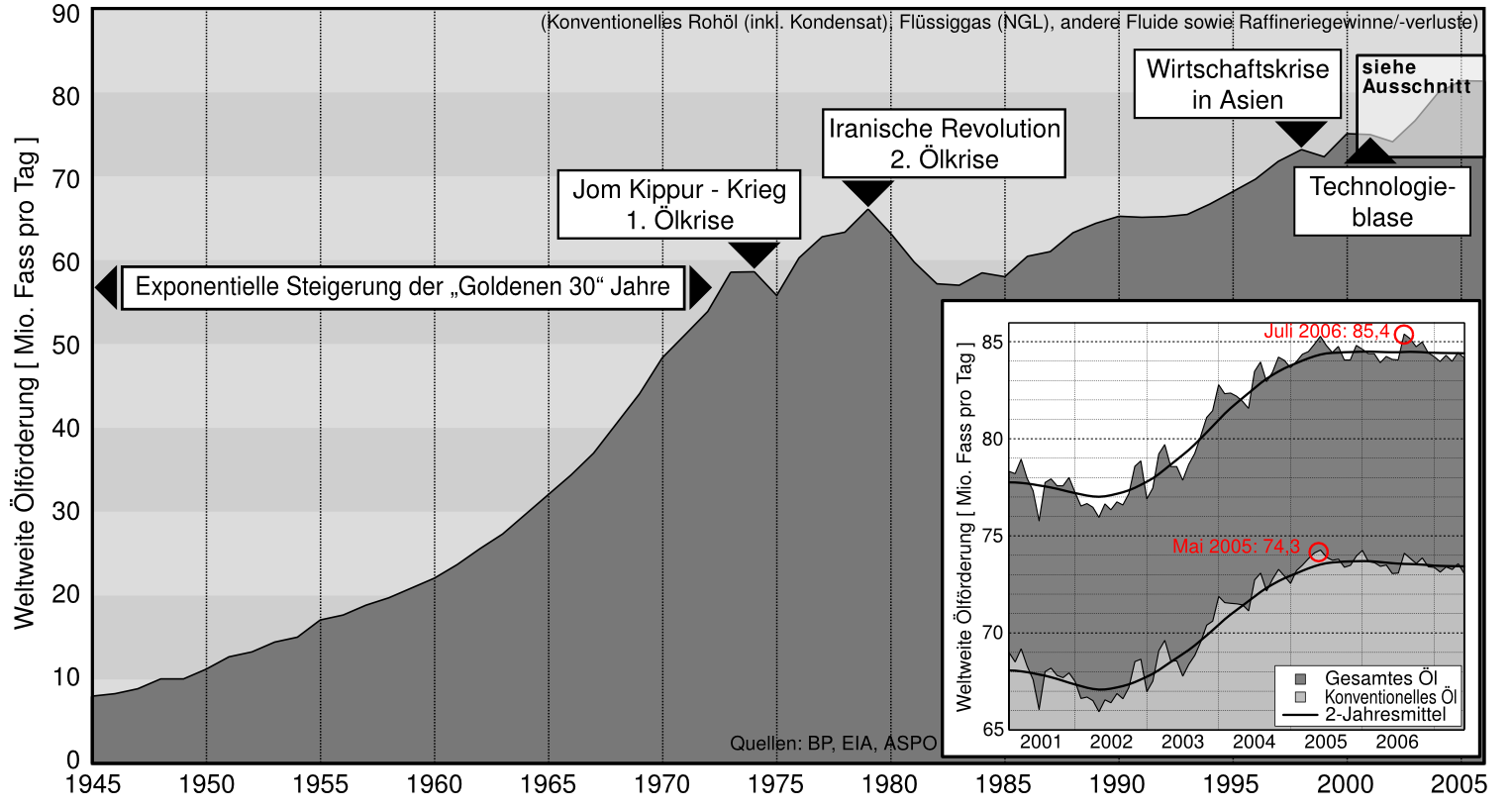
Abb. 4a: Weltweite Erdölförderung seit 1945 bis 2005

Die weltweite Ölförderung stieg (nach ersten Krisen und Zweifeln am unbegrenzten Fortgang der Förderung um 1920) zwischen 1930 und 1972 ungefähr exponentiell an. Abb. 4a zeigt diese Entwicklung. Mit den politisch begründeten Ölkrisen 1973 und 1979/83 setzte das exponentielle Wachstum aus, die Ölförderung ging etwas zurück und stieg im Weiteren langsamer und nur noch linear an. Deutliche Nachfragerückgänge gab es auch nach der Asienkrise und nach dem Platzen der Dotcom-Blase. Die Terroranschläge am 11. September 2001 in den USA drückten hingegen nur kurzfristig die Nachfrage nach Flugtreibstoff.
Mit der Erholung der Weltwirtschaft nach der Dotcom-Blase stieg die globale Förderung bis Mitte 2004 an, um dann trotz anhaltend starken Wirtschaftswachstums vor allem in der Volksrepublik China und Indien zu stagnieren, was zu einem starken Preisanstieg führte. Nach 2009 stieg die Förderung jährlich um etwa 2 %, stärker als das globale BIP, was zu fallenden Preisen und vollen Lagern führte.
In Weiterführung von Abbildung 4a gibt die folgende Tabelle einen Überblick über die Entwicklung des Angebotes an flüssigen Brennstoffen seit 2000 (in 1000 Barrel/Tag, gerundete Werte), aufgeschlüsselt nach Typ. Die Tabelle zeigt, dass sowohl die Rohölförderung als auch das Gesamtangebot bis zum Jahr 2009 stagnierten. Von 2010 bis 2015 stieg die Förderung bzw. Produktion wieder an. Wesentlichen Anteil an diesem Anstieg haben Produktionsausweitungen im Nahen Osten (Irak, Saudi-Arabien, Vereinigte Emirate), das Wachstum der kanadischen Förderung aufgrund der Ölsanderschließung, sowie der Wiederanstieg der US-amerikanischen Erdölförderung seit 2009.
| Jahr | Rohöl einschl. Kondensat                  | Erdgas- kondensat (NGL)  | sonstige Flüssigkeiten    | Summe |
| ---- | ----------------------------------------- | ------------------------ | ------------------------- | ----- |
| 2000 | 68526                                     | 6376                     | 982                       | 75885 |
| 2001 | 68131                                     | 6693                     | 1009                      | 75834 |
| 2002 | 67290                                     | 6809                     | 1095                      | 75194 |
| 2003 | 69460                                     | 7058                     | 1118                      | 77636 |
| 2004 | 72597                                     | 7596                     | 1187                      | 81380 |
| 2005 | 73870                                     | 7900                     | 1275                      | 83046 |
| 2006 | 73627                                     | 8050                     | 1446                      | 83123 |
| 2007 | 73323                                     | 8244                     | 1609                      | 83177 |
| 2008 | 74302                                     | 8211                     | 1976                      | 84491 |
| 2009 | 73118                                     | 8349                     | 2125                      | 83592 |
| 2010 | 74881                                     | 8656                     | 2696                      | 86233 |
| 2011 | 74907                                     | 8844                     | 2868                      | 86620 |
| 2012 | 76416                                     | 9225                     | 3041                      | 88683 |
| 2013 | 76463                                     | 9401                     | 3314                      | 89180 |
| 2014 | 78350                                     | 9848                     | 3515                      | 91714 |
| 2015 | 80703                                     | 10162                    | 3600                      | 94466 |
| 2016 | 80772                                     | 10344                    | 3810                      | 94927 |
| 2017 | 81058                                     | 10658                    | 3779                      | 95496 |
| 2018 | 82868                                     | 11211                    | 4011                      | 98091 |
| 2019 | 82341                                     | 11599                    | 4073                      | 98014 |
|      | Die Quelle wurde nachträglich korrigiert, | bis 2019 sind die alten, | ab 2020 die neuen Zahlen. |       |
| 2020 | 76036                                     | 11933                    | 3781                      | 93857 |
| 2021 |                                           |                          |                           |       |
| 2022 |                                           |                          |                           |       |
| 2023 |                                           |                          |                           |       |
| 2024 |                                           |                          |                           |       |
| 2025 |                                           |                          |                           |       |

Erläuterungen zur Tabelle:

Abb. 4b: Weltweite Erdölförderung
von 2005 bis 2015 (vgl. Tabelle)

Als Rohöl bezeichnet man das geförderte, von Wasser und Gasen bereits getrennte, jedoch noch nicht weiterverarbeitete Erdöl. Das aus den Teersanden Kanadas gewonnene synthetische Öl wird hier ebenfalls zum Rohöl gezählt. Rohöl besitzt von den in der Tabelle genannten Flüssigkeiten die höchste Energiedichte und die größte Flexibilität bezüglich Weiterverarbeitung.
Kondensat (NGL, engl. natural gas liquids) ist leichtes Öl, welches als Nebenprodukt der Erdgasförderung und -verarbeitung anfällt. Kondensat, welches bei der Erdölförderung anfällt (engl. lease condensate), wird statistisch zusammen mit dem Rohöl erfasst. Es sind Flüssiggase, die unter relativ geringem Druck flüssig werden. Flüssiggase werden im Zuge der Erdöl- oder Erdgasverarbeitung in Raffinerien gewonnen. Sie weisen nur etwa 2/3 des Energiegehaltes von Rohöl auf und können nur eingeschränkt zu Transportkraftstoffen weiterverarbeitet werden.
„Sonstige Flüssigkeiten“ umfassen Biodiesel und Bioethanol sowie Orimulsion und aus Ölschiefer, Erdgas und Kohle gewonnenes synthetisches Öl. Die vier letztgenannten Produktgruppen sind derzeit vernachlässigbar, so dass man in dieser Kategorie die Produktionszahlen zu Biokraftstoffen wiederfindet.
Bei den „Volumengewinnen durch Raffination“ handelt es sich um einen statistischen Effekt, der dadurch entsteht, dass das Rohöl im Zuge der Raffination zu kürzerkettigen Destillaten mit geringerem spezifischen Gewicht und damit größerem Volumen weiterverarbeitet wird. Der Energiegehalt bleibt unverändert. Trotzdem werden diese Volumengewinne häufig zum „Gesamtölangebot“ hinzugerechnet.
Nach der Jahrtausendwende wechselten sich Intervalle mit relativ konstanter Fördermenge (nach anderer Quelle) gerundet 75 Mio. Barrel pro Tag 2000–2002, 82–83 Mio. Barrel pro Tag 2005–2010, 92–95 Mio. Barrel pro Tag 2015–2019 ab mit zwei Zeiträumen mit ca. 9–10 % Wachstum dazwischen. Die Förderung von 94,961 Mio. Barrel/Tag im Jahr 2019 (34,7 Mrd. Barrel/Jahr, 5,5 mio. m3/Jahr) übertraf nach dieser Quelle die von 2018 um lediglich 0,1 % und wurde als möglicher Zeitpunkt für Peak Oil betrachtet, da der Rückgang des Jahres 2020 um 7 % im Jahr 2021 nur teilweise aufgeholt wurde und dasselbe für 2022 erwartet wird.

### Ölreserven

Abb. 5: Angegebene bewiesene Ölreserven einiger OPEC-Mitgliedsstaaten im Nahen Osten von 1980 bis 2005

Reservenangaben geben üblicherweise nicht die absolute Gesamtmenge des Öls im Boden an, sondern nur die Menge, die mit verfügbarer Technik wirtschaftlich gefördert werden kann. Diese Menge hängt sowohl von den geologischen Voraussetzungen (Porosität und Permeabilität des Speichergesteins) ab als auch von der eingesetzten Fördertechnik und vom Ölpreis. Je höher der Ölpreis, desto teurere Technik lässt sich rentabel einsetzen. Die Grenze ist die energetische Kosten-Nutzen-Rechnung; sobald für die Ölsuche, die Förderung und den Transport mehr Energie aufgewendet werden muss, als im geförderten Öl enthalten ist, wird diese Förderung als Energiequelle unrentabel (vgl. Erntefaktor, engl. Energy Return on Energy Invested – EROI).
Die stärkste Auswirkung auf die Förderrate hat zum einen die Geologie (hoch permeable Lagerstätten ermöglichen hohe Förderraten), zum anderen der Einsatz der sogenannten Sekundär-Fördertechnik (zumeist das Einpumpen von Wasser unter das Ölfeld).
Der Anteil des förderbaren Öls an der Menge im Boden beträgt selbst beim Einsatz hochmoderner Technik nur etwa 35–45 % einer Lagerstätte. Die maximale Ausbeutung eines Ölfeldes – also die Erhöhung des Anteils an förderbarem Öl – wird vor allem durch präzises Anbohren auch der kleinen Taschen eines Ölfeldes erreicht. Bohrungen können heute horizontal erfolgen, mit einer Genauigkeit von wenigen Metern auch sehr schmale ölführende Schichten erreichen und so den Entölungsgrad steigern.
Interpretationsspielräume werden von den ölproduzierenden Staaten oft genutzt, um ihre Reserven zu manipulieren. So entschieden 1985 die OPEC-Förderländer, die länderspezifischen Förderraten an die jeweiligen Reserven zu koppeln. Wer hohe Reserven aufweisen konnte, durfte mehr fördern und umgekehrt. Wie in Abb. 5 deutlich zu sehen ist, provozierte diese Entscheidung eine allgemeine Anhebung der Reserven der einzelnen Mitgliedsstaaten.

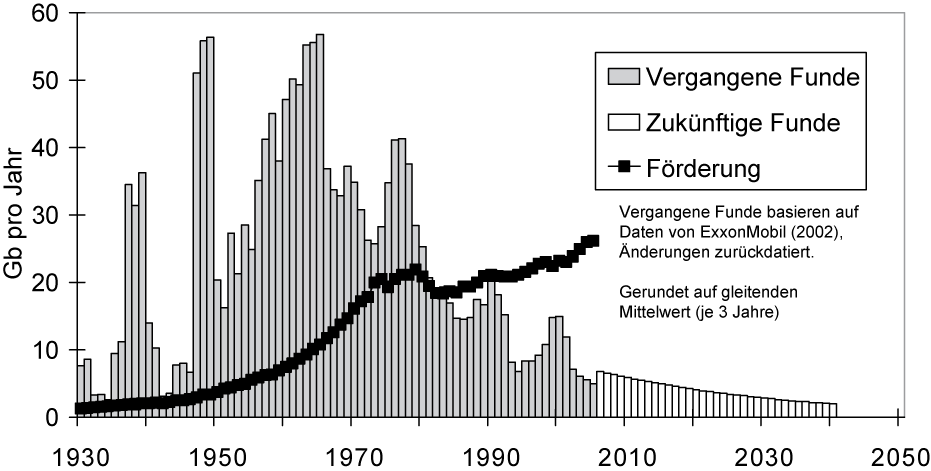
Abb. 6: Ölfunde von 1930 bis 2050 und Förderung bis 2006, Quelle: ASPO

Um weiterhin Erdöl zu fördern, müssen neue Ölquellen entdeckt werden. Abb. 6 zeigt die Ölfunde von 1930 bis 2050 nach Campbell unter Zuhilfenahme der Methode der „Rückdatierung von Ölfunden“, wobei die weißen Balken Schätzungen sind. Eingerechnet ist die jährliche Fördermenge. Man erkennt die großen Ölfunde Ende der 1940er Jahre im Persischen Golf und die großen Funde Ende der 1970er Jahre in der Nordsee. Die meisten Lagerstätten wurden allerdings in den sechziger Jahren gefunden. Laut Campbell nehmen die Funde – von einigen Ausnahmen abgesehen – beständig ab. Seiner Studie zufolge wird seit Anfang der 1980er Jahre mehr Öl gefördert als neues gefunden.
Branchenexperten zufolge ermöglicht ein gestiegener Ölpreis, auch bisher nicht intensiv untersuchte Gebiete (zum Beispiel Sibirien) zu erkunden und unkonventionelle, bislang wirtschaftlich nicht lohnende Lagerstätten auszubeuten. Dazu gehören Ölsande, hier vor allem die großen Vorkommen in Alberta in Kanada, Ölschiefer, Tiefseebohrungen, Sibirien- oder Alaska-Exploration, Bitumen etc. Leonardo Maugeri, ein Mitarbeiter des italienischen Ölkonzerns Eni, sah 2004 einen erheblichen Investitionsstau, da die Erfahrungen aus den 1980er Jahren mit dem Preisverfall aufgrund Überkapazitäten noch nachwirkten.

### Die Ölförderung in einzelnen Ländern

#### Übersicht
Die nachfolgende Tabelle zeigt nach Ländern aufgeschlüsselt die Fördermenge 2016 in Relation zur maximal erreichten Förderung. Einzeln erfasst sind Länder, die eine Förderung von mehr als 1 Mio. Barrel pro Tag erreicht haben. Alle übrigen Länder werden zu Regionen mit den entsprechenden aggregierten Förderraten zusammengefasst. Die Zahlen umfassen Rohöl einschl. Kondensat und Flüssiggas. Nicht einbezogen sind Biokraftstoffe und die Volumengewinne durch Raffination. Abweichungen in der Aufsummierung (Weltölförderung) zur Tabelle oben (Summe der Spalten 2 und 3 für 2016) sind durch die unterschiedlichen Quellen bedingt.
| Land                         | Jahr der Höchstförderung | Fördermaximum Barrel/Tag | Förderung 2016 Barrel/Tag | Förderung 2016 in Prozent des Fördermaximums | Trend (Jahr) | Anmerkungen                                                                                   |
| ---------------------------- | ------------------------ | ------------------------ | ------------------------- | -------------------------------------------- | ------------ | --------------------------------------------------------------------------------------------- |
| Vereinigte Staaten           | 2015                     | 12.757.000               | 12.354.000                | 97                                           | (2015)       | Nach der Statistik von BP wurde im Jahr 2014 das bisherige Fördermaximum von 1970 übertroffen |
| Saudi-Arabien                | 2016                     | 12.349.000               | 12.349.000                | 100                                          | (2016)       | Förderung stagniert; derzeitige Förderkapazität nach eigenen Angaben 13,5 Mio. Barrel/Tag     |
| Russland                     | 1987                     | 11.297.000               | 11.227.000                | 99                                           | (?)          | Förderung z. Zt. noch langsam ansteigend                                                      |
| Iran                         | 1974                     | 6.060.000                | 4.600.000                 | 76                                           | (2015)       | Förderung durch die politischen Verhältnisse beeinträchtigt                                   |
| Kanada                       | 2016                     | 4.460.000                | 4.460.000                 | 100                                          | (2016)       | Förderung aus Teersanden; ansteigend                                                          |
| Volksrepublik China          | 2015                     | 4.309.000                | 3.999.000                 | 93                                           | (2015)       | Fördermaximum noch nicht erreicht                                                             |
| Mexiko                       | 2004                     | 3.824.000                | 2.456.000                 | 64                                           | (2004)       | Förderabfall                                                                                  |
| Vereinigte Arabische Emirate | 2016                     | 4.073.000                | 4.073.000                 | 100                                          | (2016)       | Fördermaximum noch nicht erreicht                                                             |
| Irak                         | 2016                     | 4.465.000                | 4.465.000                 | 100                                          | (2016)       | Förderung bei stabilen politischen Verhältnissen stark steigerbar                             |
| Venezuela                    | 1998                     | 3.480.000                | 2.410.000                 | 69                                           | (?)          | Förderung durch die politischen Verhältnisse beeinträchtigt                                   |
| Norwegen                     | 2001                     | 3.418.000                | 1.995.000                 | 58                                           | (?)          | Förderabfall                                                                                  |
| Kuwait                       | 1972                     | 3.339.000                | 3.151.000                 | 94                                           | (?)          | Fördermenge stagniert                                                                         |
| Vereinigtes Königreich       | 1999                     | 2.909.000                | 1.013.000                 | 35                                           | (?)          | Förderabfall                                                                                  |
| Nigeria                      | 2010                     | 2.523.000                | 2.053.000                 | 81                                           | (?)          | Förderung durch die politischen Verhältnisse beeinträchtigt                                   |
| Brasilien                    | 2016                     | 2.605.000                | 2.605.000                 | 100                                          | (2016)       | Fördermaximum noch nicht erreicht                                                             |
| Libyen                       | 1979                     | 2.139.000                | 426.000                   | 20                                           | (?)          | Förderung durch die politischen Verhältnisse stark beeinträchtigt                             |
| Algerien                     | 2007                     | 1.992.000                | 1.579.000                 | 79                                           | (?)          | Förderabfall                                                                                  |
| Angola                       | 2008                     | 1.901.000                | 1.807.000                 | 95                                           | (?)          | Förderabfall                                                                                  |
| Kasachstan                   | 2013                     | 1.785.000                | 1.672.000                 | 94                                           | (?)          | Fördermenge stagniert                                                                         |
| Indonesien                   | 1977                     | 1.685.000                | 881.000                   | 52                                           | (?)          | Förderabfall                                                                                  |
| Katar                        | 2013                     | 1.995.000                | 1.899.000                 | 95                                           | (?)          | Fördermenge stagniert                                                                         |
| Aserbaidschan                | 2010                     | 1.023.000                | 826.000                   | 81                                           | (?)          | Förderabfall                                                                                  |
| Kolumbien                    | 2013                     | 1.004.000                | 924.000                   | 92                                           | (?)          | Fördermenge stagniert                                                                         |
| Übriges Amerika              | 2006                     | 1.806.000                | 914.000                   | 51                                           | (?)          | Förderabfall                                                                                  |
| Übriges Europa               | 2003                     | 1.484.000                | 983.000                   | 66                                           | (?)          | Förderabfall                                                                                  |
| Übriger Naher Osten          | 2001                     | 2.044.000                | 1.250.000                 | 61                                           | (?)          | Förderabfall                                                                                  |
| Übriges Afrika               | 2008                     | 2.403.000                | 2.027.000                 | 84                                           | (?)          | Förderung im Sudan durch Krieg beeinträchtigt                                                 |
| Übriges Asien/Pazifik        | 2010                     | 3.292.000                | 3.131.000                 | 95                                           | (?)          | Fördermenge stagniert                                                                         |
| Welt                         | 2016                     | 92.150.000               | 92.150.000                | 100                                          | (?)          | Fördermaximum noch nicht erreicht                                                             |

#### Saudi-Arabien
Über zehn Prozent des weltweit geförderten Erdöls kommt aus Saudi-Arabien. Ein Großteil der saudischen Produktion wiederum stammt aus wenigen Riesenölfeldern, die schon vor Jahrzehnten in Betrieb genommen wurden und sich möglicherweise bereits in der Phase des Förderabfalls befinden. Zuverlässige Angaben hierzu sind nicht verfügbar, da die Produktionsdaten Staatsgeheimnis sind und keine unabhängigen Experten in Saudi-Arabien zugelassen werden.
Die saudische Ölförderung schwankte zwischen 8,9 Mio. Barrel/Tag im Jahr 2002 und 11,5 Mio. Barrel/Tag im Jahr 2012. Diese Produktionszahlen reflektieren jedoch nicht die geologischen Begrenzungen, das heißt, es sind nicht die maximal möglichen Förderraten. Vielmehr ist Saudi-Arabien als einer der wenigen noch verbliebenen Ausgleichsproduzenten („swing producers“) in der Lage, seine Produktionszahlen aktuellen Erfordernissen anzupassen.
Die maximale dauerhafte Produktionskapazität an Rohöl lag 2011 lt. IEA bei ca. 12 Mio. Barrel/Tag. Diese Produktionskapazität konnte voraussichtlich zumindest bis 2016 gehalten werden. Hinzu kommen 1,55 Mio. Barrel pro Tag an verflüssigtem Erdgas (LNG) (erweitert auf 1,8 Mio. Barrel/Tag bis 2016). Verflüssiges Erdgas ist in vielen Anwendungen ein Substitut für flüssige Brennstoffe aus Rohöl, z. B. als Treibstoff für LKW, wenn auch mit geringerer Energiedichte.
Ende 2011 gab Saudi-Arabien bekannt, dass ein Investitionsprogramm in Höhe von 100 Mrd. Dollar zur Ausweitung der Rohöl-Förderkapazität auf 15 Mio. Barrel/Tag bis 2020 eingestellt wurde. Als Begründung wurden die erwartete Steigerung der Ölproduktion im Irak und die zunehmende Ölgewinnung aus Teersanden und Schiefer sowie schwächere Ölnachfrage genannt. Aus derselben Quelle geht hervor, dass Saudi-Arabien 2011 ein Ölpreisniveau von mindestens 92 $/Barrel (gegenüber 60 $ im Jahr 2008) benötigte, um seine stark gestiegenen Staatsausgaben bestreiten zu können, und dieses Preisniveau durch Fördereinschränkungen verteidigen werde.
Der Inlandsverbrauch an Rohöl und flüssigem Erdgas stieg in den letzten Jahren stark an. Er betrug im Jahr 2012 2,935 Mio. Barrel/Tag gegenüber 1,578 Mio. Barrel/Tag im Jahr 2000. Der Ölexport (Rohöl + Kondensat + flüssiges Erdgas) erreichte im Jahr 2005 mit 8,918 Mio. Barrel/Tag sein Maximum. Im Jahr 2012 wurden 8,595 Mio. Barrel/Tag exportiert.

#### Russland
Die Ölförderung auf dem Gebiet des heutigen Russland erreichte mit 11,484 Mio. Barrel/Tag ihr Maximum im Jahr 1987, also noch zu Zeiten der Sowjetunion. Nach deren Auflösung kam es aufgrund des Zerfalls der staatlichen und wirtschaftlichen Strukturen zunächst zu einem starken Förderabfall bis auf ein Minimum von 6,062 Mio. Barrel/Tag im Jahr 1996. Seitdem konnte die Produktion nahezu in jedem Jahr wieder gesteigert werden und erreichte mit 10,643 Mio. Barrel/Tag im Jahr 2012 ein vorläufiges Maximum.
Die nachfolgende Tabelle gibt einen Überblick über die Entwicklung von Ölförderung und -verbrauch in den Jahren 2002–2012 (in 1000 Barrel/Tag).
| Jahr | Förderung | Steigerung | Inlandsverbrauch | Exportsaldo* |
| ---- | --------- | ---------- | ---------------- | ------------ |
| 2002 | 7755      |            | 2559             | 5196         |
| 2003 | 8602      | 847        | 2679             | 5923         |
| 2004 | 9335      | 733        | 2660             | 6675         |
| 2005 | 9598      | 263        | 2679             | 6919         |
| 2006 | 9818      | 220        | 2761             | 7057         |
| 2007 | 10044     | 226        | 2777             | 7267         |
| 2008 | 9950      | −94        | 2862             | 7088         |
| 2009 | 10139     | 189        | 2772             | 7367         |
| 2010 | 10365     | 226        | 2892             | 7473         |
| 2011 | 10510     | 145        | 3089             | 7421         |
| 2012 | 10643     | 133        | 3174             | 7469         |

- Der Exportsaldo ist die rechnerische Differenz zwischen Förderung und Inlandsverbrauch. Er entspricht nicht dem tatsächlich exportierten Öl. Zum einen werden beim Inlandsverbrauch gem. Definition von BP Biokraftstoffe einbezogen.[36] zum anderen wird ein Teil des Öls bereits im Inland weiterverarbeitet und erst dann exportiert, wobei sich ebenfalls volumenmäßige Änderungen ergeben („refinery gains“ – Volumengewinn durch Raffination). Auf- oder Abbau von Lagerbeständen wird ebenfalls nicht berücksichtigt. Der Saldo bietet jedoch einen Hinweis darauf, ob ein steigender Inlandsverbrauch eine Steigerung der Förderung überkompensiert. Bei Ländern mit Förderabfall hat ein steigender Inlandsverbrauch zur Folge, dass die Exporte schneller abfallen als die Förderung.

Wie aus der Tabelle ersichtlich, konnte die Förderung seit 2005 nur noch langsam gesteigert werden. Es zeichnet sich ein Plateau ab. Der Exportsaldo stagniert seit 2010.
Auch die Internationale Energieagentur (IEA) sieht in einer Veröffentlichung von Anfang November 2011 die russische Ölförderung am Maximum. Die IEA prognostiziert, dass eine Fördermenge von etwa 10,5 Mio. Barrel/Tag bis zum Ende des Jahrzehnts gehalten werden kann. Danach soll ein langsamer Förderrückgang einsetzen. Für das Jahr 2035 wird eine Tagesproduktion von 9,7 Mio. Barrel erwartet. Andere Experten halten diese Annahme für zu optimistisch und erwarten einen stärkeren Förderabfall.

#### Kasachstan und weitere Staaten der früheren Sowjetunion
Der Anteil von FSU- und OPEC-Öl steigt, was diesen Ländern einen vermehrten Einsatz von Förderrate und Preis als politisches Druckmittel erlaubt.
Die Vorkommen der GUS-Staaten im Umfeld des Kaspischen Meeres sind noch in der Erschließung. Erste geologische Gutachten in der Region in der zweiten Hälfte der 1990er Jahre schätzen allein das sogenannte Kashagan-Feld auf etwa zwei bis vier Milliarden Barrel abbaubarer Reserven. Nach Durchführung von zwei Explorations- und zwei weiteren Bewertungsbohrungen wurden die offiziellen Schätzungen auf ein Volumen von zwischen sieben und neun Milliarden Barrel nach oben korrigiert. Im Februar 2004 hingegen, nach vier weiteren Explorationsbohrungen, lagen die neuen Schätzungen bei 13 Milliarden. Die im weiteren Umfeld zu findenden Ölvorkommen würden laut BP noch erhebliche Reserven bergen.

#### Sonstige Staaten

Abb. 7: Die weltweite Ölproduktion. In den meisten Ländern ist der Höhepunkt überschritten und die Produktion fällt seitdem ab

Die Abb. 7 zeigt die Erdölproduktion außerhalb der OPEC-Staaten; die Daten sind ab 2004 Schätzungen. Der Förderanteil der OPEC macht etwa 50 % der gesamten Förderung aus. Die Grafik zeigt darüber hinaus, dass das Fördermaximum der Ölproduzenten außerhalb der OPEC und der Russischen Föderation bzw. den GUS-Staaten (FSU, Former Soviet Union) im Jahre 2000 überschritten wurde. In den OECD-Europa-Ländern sinkt die Ölförderung um etwa fünf Prozent jährlich. Im Januar 2006 konnten noch etwa 36 % des Bedarfes aus eigenen Quellen gedeckt werden.

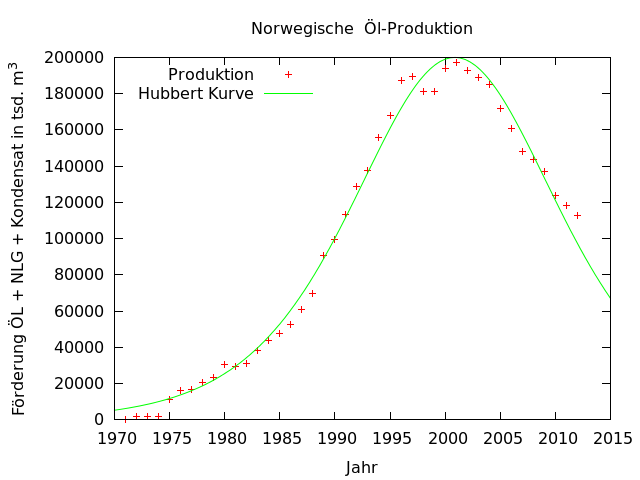
Abb. 8: Die Norwegische Ölproduktion lässt sich gut mit einer Hubbert Kurve beschreiben.

### Entwicklung des Ölpreises

#### Bisherige Preisentwicklung

Abb. 9: Preisentwicklung der Ölsorte Brent zwischen Mai 1987 und November 2014 in US-Dollar (nominal und real)

Die weltweite Nachfrage nach Öl schwankt mit der Konjunktur. Kurzfristige Preisschwankungen bei Öl sind eng mit sicherheits- und regionalpolitischen Entwicklungen und Befürchtungen verbunden. Preisschwankungen alleine sind also kein Hinweis auf akute Verknappung. Ein deutlicher Effekt zeigte sich allerdings in der Zusammenschau von Preisen und Fördermengen: Während bis 2004 die oft spekulativen Preisschwankungen kurzfristig zu deutlichen Anpassungen der Fördermenge führten, reagiert seither das Angebot deutlich schwächer. Die sprunghaft verminderte Preiselastizität deutet darauf hin, dass die großen Produzenten der OPEC nun am Fördermaximum operieren.

#### Prognosen
Da der Preis von Öl stark von der Nachfrage und der gesamtwirtschaftlichen Situation abhängt und andererseits ein sehr hoher Ölpreis auf diese rückwirkt (vgl. mit der sog. Demand Destruction), müssen Prognosen der Ölpreisentwicklung Annahmen über die wirtschaftliche Entwicklung treffen. Ein Schlüsselkonzept, das genutzt wird, um die Kopplung zwischen Angebot, Nachfrage und Preis zu beschreiben, ist das der Preiselastizität, die angibt, wie stark sich die Nachfrage eines Produktes verändert, wenn der Preis sich in kleinen Schritten ändert.
Die Prognosen für die künftige Entwicklung des Ölpreises zeigen daher eine große Bandbreite.
Der Internationale Währungsfonds hat hierzu im World Economic Outlook vom April 2011 Szenarien vorgestellt, die eine Verknappung der Ölförderung einbeziehen. Zum einen betrachtet der Bericht die Entwicklung der Ölförderung und kommt zu dem Befund, dass während des globalen Konjunkturaufschwungs Mitte der 2000er Jahre die Rohölförderung stagnierte.:99 Für die WEO-Prognosen werden Modellrechnungen mit unterschiedlichen Szenarien betrachtet. Das Szenario mit einem Rückgang der Ölförderung um durchschnittlich 3,8 % jährlich (statt nur 1 %) und Zunahme der Förderkosten pro Jahr um 4 % (statt 2 %) ergab eine kurzfristige Verdopplung der Ölpreise und über 20 Jahre einen Anstieg um 800 %.:106f Betont wurde, dass bei Sprüngen dieser Größenordnung wahrscheinlich nichtlineare Effekte auftreten, die das Modell nicht abbilden könne.
Als mögliche Gegenmaßnahme erörterte der IMF-Bericht eine vorbeugende Reduktion des Ölverbrauchs, welche die Elastizität der Nachfrage erhöhe:

“Regarding policies aimed at lowering the worstcase risks of oil scarcity, a widely debated issue is whether to preemptively reduce oil consumption – through taxes or support for the development and deployment of new, oil-saving technologies – and to foster alternative sources of energy.”

„In Bezug auf politische Maßnahmen, die darauf abzielen, das größte anzunehmende Risiko einer Ölknappheit zu mindern, ist eine weithin diskutierte Frage, ob der Ölverbrauch vorbeugend gesenkt werden soll – durch Steuern oder Förderung von Entwicklung und Einführung neuer, öleinsparender Technologien – und ob alternative Energiequellen unterstützt werden sollen.“

### Entwicklung im Jahr 2020
Bedingt durch die globalen Corona-Maßnahmen, vor allem die verstärkte Nutzung von Telearbeit, sank die Nachfrage nach Erdöl von etwas mehr als 100 auf etwa 83 Millionen Barrel am Tag im Laufe des Sommers 2020, brach also um ca. 20 % ein. Auf das ganze Jahr bezogen ging 2020 der Erdölverbrauch um 9,3 % zurück.

## Zeitpunkt
Wegen der schwierigen Datenlage kann das Ölfördermaximum wohl erst einige Jahre nach dessen Eintreten zweifelsfrei datiert werden. Die von Campbell, dem Begründer der ASPO, vorausgesagten Zeitpunkte für ein globales Ölfördermaximum wurden mehrmals in die Zukunft verschoben. Dies wurde unter anderem von Kritikern zum Anlass genommen, die Übertragung des Hubbert Peak auf die weltweite Ölförderung zu hinterfragen. Andererseits revidierte auch die optimistischere Internationale Energieagentur (IEA) ihre Prognosen. In ihrem jährlichen World Energy Outlook senkte sie die prognostizierten Förderraten und Gesamtfördermengen und stellte 2010 fest, dass das Fördermaximum des konventionellen Erdöls im Jahr 2006 erreicht worden sei.
Die ASPO nahm zudem an, dass auch die Förderrate der OPEC-Staaten nahe an ihrem Maximum liegt und sich derzeit nur im Irak und an der westafrikanischen Küste steigern lässt, das Ölfördermaximum also gegenwärtig zum Tragen komme. Dies gilt insbesondere für die arabischen OPEC-Mitglieder, die einen sehr hohen Anteil an der globalen Ölförderung haben. Zufolge einer Veröffentlichung von WikiLeaks und der britischen Zeitung The Guardian gab der saudi-arabische Ölexperte Sadad al-Husseini, ehemaliger Chefgeologe von Aramco, in den Jahren 2007 und 2009 gegenüber dem Generalkonsul der USA an, dass die Ölreserven Saudi-Arabiens um fast 40 % überschätzt wurden, so dass das Land – entgegen bisherigen Erwartungen – vermutlich keinen Beitrag zur Milderung von globalen Förderengpässen und damit verbundenen Preisspitzen leisten könne.
Eine Gegenposition vertrat unter anderem Leonard Maugerie †2017 vom Eni-Konzern. Ihm zufolge war die Umbruchsituation in der Ölindustrie viel wichtiger als die Diskussion um ein Ölfördermaximum. Er hielt das Maximum konventioneller Ölförderung in den OPEC-Staaten und Russland für noch lange nicht erreicht, und die Möglichkeit, unkonventionelle Ölvorkommen zu nutzen, sei dabei noch gar nicht miteinbezogen. Anfang 2006 – bei einem Ölpreis von etwa 60 US-Dollar – befürchtete er zudem einen Preissturz, der negative Folgen für Investitionen in unkonventionelle Ölquellen und Alternativen für die Treibstoffherstellung haben würde, die aus wirtschaftlichen Gründen einen Ölpreis von mindestens 45 US-Dollar voraussetzen.
Die Internationale Energieagentur verdringlichte im August 2009 frühere Warnungen: Da sich die Ölförderkapazitäten aufgrund zurückgehender Reserven und ausbleibender Investitionen verringerten, könne es aufgrund von massiver Ölknappheit schon ab dem Jahr 2011 zu einer Erschwerung und Verlängerung der globalen Finanz- und Wirtschaftskrise kommen. Die Förderung der bestehenden Ölfelder gehe gegenwärtig um jährlich 6,7 Prozent zurück. Um die zurückgehende Förderung erschöpfter Ölvorkommen auszugleichen, wäre es erforderlich, bis zum Jahr 2030 das Äquivalent der vierfachen Förderkapazität Saudi-Arabiens neu zu finden.

Aufgrund neuer Fördermethoden konnte weiterhin fast jedes Jahr mehr Öl gefördert werden – 2023 96,4 Millionen Barrel pro Tag. Man geht nunmehr eher davon aus, dass die Ölförderung durch zurückgehende Nachfrage begrenzt wird, da immer größere Investitionen in erneuerbare Energien stattfinden.
Zur Vorhersage der zukünftigen Ölförderung werden verschiedene Methoden verwendet:
- Kurvenanpassung: Bei dieser Methode, auch Hubbert-Linearisierung genannt, wird angenommen, dass die Ölförderung durch die Hubbertkurve, eine Glockenkurve als erste Ableitung der logistischen Funktion, beschrieben werden kann. Die Hubbertkurve wird an historische Daten angepasst, um damit auf die weitere Ölförderung zu extrapolieren.[55]
- Bottom-up-Methoden: Hier werden die Ölförderraten für die größten Ölfelder einzeln untersucht. Ebenso werden geplante zukünftige Großprojekte in die Analyse einbezogen. Die weltweite Ölförderung wird aus der Summe der Förderraten der Einzelfelder abgeschätzt.[56]

| Geschätzter Zeitpunkt                                                         | Datum der Veröffent- lichung | Maximale Fördermenge (Mbarrel/Tag)     | Autor |
| ----------------------------------------------------------------------------- | ---------------------------- | -------------------------------------- | --- |
| 1989                                                                          | 1989                         |                                        | Campbell *[28]                                                                                            |
| 2020                                                                          | 1997                         |                                        | Edwards                                                                                                   |
| 2003                                                                          | 1998                         |                                        | Campbell                                                                                                  |
| 2007                                                                          | 1999                         |                                        | Duncan und Youngquist                                                                                     |
| 2008                                                                          | 2000                         |                                        | Marie Plummer Minniear[57]                                                                                |
| 2019                                                                          | 2000                         |                                        | Bartlett                                                                                                  |
| 2004                                                                          | 2000                         |                                        | Bartlett                                                                                                  |
| 2005 konv. Öl 2010 inkl. unkonv. Öl ***                                       | 2000                         |                                        | Campbell[58]                                                                                              |
| 2003–2008                                                                     | 2001                         |                                        | Deffeyes[59]                                                                                              |
| 2011–2016                                                                     | 2002                         |                                        | Smith[60]                                                                                                 |
| 2004–2011                                                                     | 2002                         |                                        | Nemesis[61]                                                                                               |
| ca. 2020 für konv. Öl nicht vor 2030 inkl. unkonv. Öl                         | 2004                         | 85 für konv. Öl > 120 inkl. unkonv. Öl | Internationale Energieagentur[62]                                                                         |
| 2015–2020                                                                     | 2005                         |                                        | BGR ** |
| 2005 konv. Öl 2010 inkl. unkonv. Öl ***                                       | 2006                         | 66 konv. Öl 90 inkl. unkonv. Öl        | Campbell[63]                                                                                              |
| 2006                                                                          | 2007                         |                                        | Energy Watch Group[64]                                                                                    |
| 2005 konv. Öl 2008 inkl. unkonv. Öl ***                                       | 2008                         | 66 konv. Öl 83 inkl. unkonv. Öl        | Campbell[65]                                                                                              |
| nicht vor 2030 ****                                                           | 2008                         | > 105                                  | Internationale Energieagentur[66]                                                                         |
| 2022 konv. Öl 2027 inkl. unkonv. Öl                                           | Dez. 2008                    | 78 konv. Öl 97 inkl. unkonv. Öl        | Trappe[67]                                                                                                |
| wahrscheinlich 2020                                                           | Aug. 2009                    |                                        | Internationale Energieagentur[52]                                                                         |
| 2020                                                                          | Dez. 2009                    |                                        | Internationale Energieagentur[68]                                                                         |
| 2014                                                                          | 2010                         |                                        | Ibrahim Sami Nashawi und Adel Malallah (Kuwait University), Mohammed Al-Bisharah (Kuwait Oil Company)[69] |
| 2010                                                                          | 2010                         |                                        | Zentrum für Transformation der Bundeswehr[70]                                                             |
| 2006 für konventionelles Rohöl                                                | 2010                         | 70                                     | Internationale Energieagentur[71]                                                                         |
| ab 2035 inkl. schwer förderbares, unkonventionelles Öl***                     | 2010                         | 96                                     | Internationale Energieagentur[72]                                                                         |
| 2008 für konventionelles Rohöl                                                | 2012                         | 70                                     | Internationale Energieagentur[73]                                                                         |
| ab 2035 inkl. schwer förderbares, unkonventionelles Öl***                     | 2012                         | 97                                     | Internationale Energieagentur[73]                                                                         |
| 2008 für konventionelles Öl                                                   | 2013                         | –                                      | Energy Watch Group[74]                                                                                    |
| 2013 inkl. unkonventionelles Öl                                               | 2013                         | –                                      | Energy Watch Group[74]                                                                                    |
| um 2015 kombiniertes Fördermaximum aller fossilen Energieträger (inkl. Kohle) | 2013                         | –                                      | Energy Watch Group[74]                                                                                    |
| *    | Seit 1989 warnte Colin J. Campbell †2022, der Vorsitzende der ASPO, vor einem demnächst bevorstehenden globalen Ölfördermaximum. Seine Thesen wurden in Deutschland auch durch Wolfgang Blendinger, Professor für Erdöl- und Erdgasgeologie an der TU Clausthal, vertreten. Er publizierte 1999 die Vorhersage für den Peak-Oil in der Nordsee und äußerte in einem Interview 2006, dass der globale Peak-Oil vermutlich schon überschritten sei, was sich jedoch als falsch herausstellte. |
| **   | Bei den BGR-Prognosen von Peter Gerling ist zu beachten, dass die Annäherung an das Fördermaximum über einen Bereich von zehn Jahren sehr flach ausfällt. Weltweite Nachfragesteigerungen im bisher gekannten Maß wären so nicht zu decken. |
| ***  | Schweröl, Ölsande, Ölschiefer, „Tiefseeöl“ (Erdöl aus Bohrungen im tiefen Schelf oder dem Kontinentalhang), „Polaröl“ (Erdöl aus Bohrungen in der Arktis) |
| **** | Der World Energy Outlook 2008 (WEO) der IEA sieht aber ein Abflachen der Förderrate bis 2030 voraus. Zur Erfüllung dieses Referenzszenarios müssen laut IEA massive Investitionen vorgenommen werden. Der WEO 2008 warnte vor Förderengpässen noch vor 2015 aufgrund von zu geringen Investitionen. Im April 2009 prognostizierte Nobuo Tanaka (IEA Executive Director), dass diese Förderengpässe schon im Jahr 2013 eintreten könnten.                                                    |

Der damalige Kommissar für Energie der Europäischen Union, Günther Oettinger, äußerte im November 2010 die Einschätzung, dass die Menge des weltweit verfügbaren Erdöls wahrscheinlich ihren Gipfelpunkt erreicht habe: “The amount of oil available globally, I think, has already peaked.”
Im World Energy Outlook 2012 wurde von der IEA festgestellt, dass der Peak für konventionelles Rohöl im Jahr 2008 überschritten wurde.

## Folgen
Transporte und Landwirtschaft sind besonders von der Verfügbarkeit billigen Öls abhängig. Einige Staaten, etwa die USA, sind in höherem Maß von der Ölverfügbarkeit abhängig als andere.
Globalisierung beruht prinzipiell auf zwei Säulen: weltweiter Kommunikation und weltweitem Transport. Daten und Informationen werden insbesondere über stromverbrauchende weltweite Daten- und Kommunikationsnetze versandt. Weltweite Transporte beruhen zu 97 % auf Erdöl (Benzin, Diesel, Kerosin) oder Erdgas. 95 % der globalen Handelsströme werden von diesel- und schwerölbetriebenen Fracht- und Containerschiffen auf den Weltmeeren bewältigt, Alternativen müssen preislich im Rahmen bleiben. Bisher ist es jedoch nur begrenzt, aber in zunehmendem Maße möglich, fossile Treibstoffe wie Benzin oder Schiffsdiesel im Gütertransport durch bekannte Alternativen, wie zum Beispiel in Akkumulatoren gespeicherte Energie, oder Wasserstofftechnologie zu ersetzen. Zu den Kosten der Wasserstoffspeicherung siehe Wasserstofftechnologie.

### Landwirtschaft und Nahrungsmittelversorgung

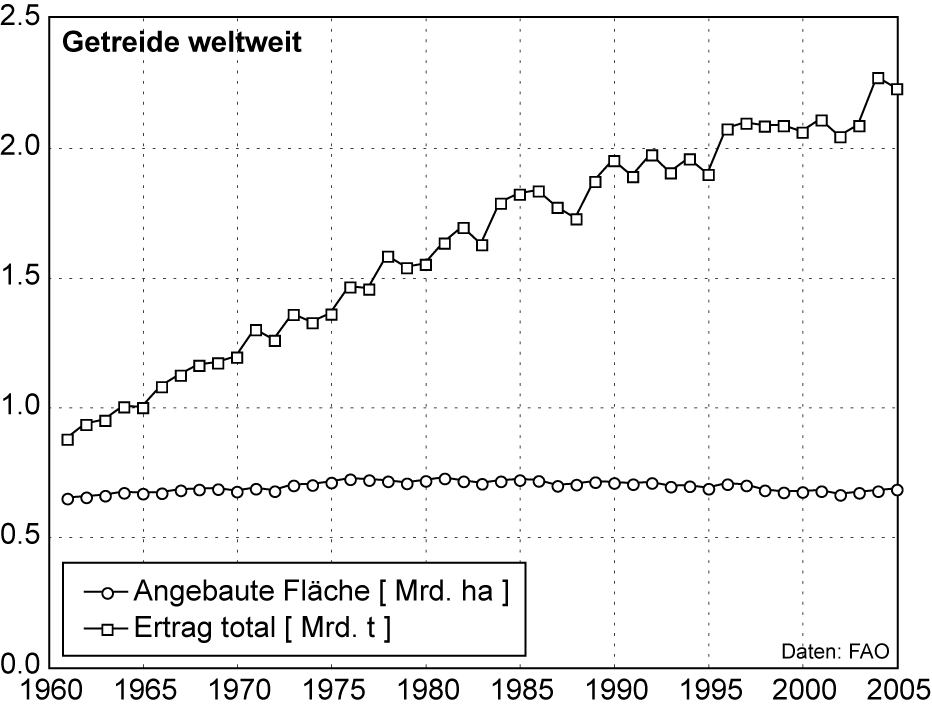
Abb. 10: Weltweite Getreideproduktion und Anbaufläche 1961–2005

Um 1800 lebten 75 % der deutschen Bevölkerung von der Landwirtschaft, und der Anteil an Treibstoffpflanzen (für Nutztiere) war verhältnismäßig hoch. Um 1900 sank der Anteil dann auf rd. 34 %, über 24 % Anfang der 1950er Jahre, betrug er nur noch rd. 2 % Anfang des neuen Jahrtausends, um 2017 unter 1,5 % zu fallen. Diese enorm gesteigerte Produktivität ist charakteristisch für alle entwickelten Industriestaaten. Seit Beginn der Industrialisierung, vor allem seit der Grünen Revolution in den 1960er Jahren, stieg die weltweite Getreideproduktion um 150 %, ohne dass sich die Anbaufläche änderte (vgl. Abb. 10). Dies ist sehr stark auf den Einsatz fossiler Energieträger in Landwirtschaft und Verteilung zurückzuführen. Ähnliches gilt für Pflanzenschutzmittel und Biozide, ohne deren Einsatz die landwirtschaftlichen Erträge erheblich geschmälert würden. Eine besonders große Rolle für die Landwirtschaft spielt Erdöl bei der Gewinnung von Düngemitteln mit dem Haber-Bosch-Verfahren, wobei der dazu benötigte Wasserstoff prinzipiell auch anders gewonnen werden kann.
Neben dem Aspekt schwindender Energiemengen für Viehhaltung und Getreideproduktion kommt der zunehmende Anbau von „Treibstoffpflanzen“ hinzu. Diese werden bei Flächenstilllegungen nicht miteinbezogen. Eine mögliche Wiederbelebung der arbeitsintensiven Landwirtschaft könnte zu einer Reagrarisierung des ländlichen Raumes führen, in dem zunehmend wieder mehr Menschen ihr Auskommen fänden. Allerdings werden die weltweite Nahrungsproduktion sowie die Weltbevölkerung etwa gleichzeitig ihren zahlenmäßigen Höhepunkt erreichen (siehe auch Bevölkerungsfalle). Tatsächlich sind die Preise für Grundnahrungsmittel in den letzten Jahren mehrmals stark angestiegen, beispielsweise 2007/2008 sowie 2021/2022 (durch die globale Erwärmung, Corona und den Überfall auf die Ukraine).

## Möglichkeiten der Substitution von Öl
Ein Mangel an Erdöl bedeutet einen Mangel an (1.) einer Energiequelle, (2.) einem Energieträger und (3.) einem Rohstoff, wobei der Verlust an Energie schwerwiegender ist als der Mangel des Rohstoffs. Beispielsweise beruht ein hoher Anteil des Primärenergieverbrauchs in Deutschland auf Erdöl, dessen Verbrauch jedoch von 1990 bis 2021 um etwas mehr als 20 % zurückging. Der bisher mit Öl gedeckte Energiebedarf kann prinzipiell zu einem gewissen Teil durch Energieeinsparung reduziert und zu einem anderen Teil durch alternative Energiequellen bedient werden. Dabei muss zusätzlich beachtet werden, dass ein bloßes Ersetzen der Energiemenge nicht alle Probleme löst, denn nicht jeder Energieträger kann für jede Aufgabe eingesetzt werden. Der wichtigste Bereich ist hier der Transportsektor, der sich 2023 am Anfang der Umstellung von aus Erdöl gewonnenen Treibstoffen auf elektrische Energie befand.

### Substitution von Öl als Energieträger
Ein Vorteil von Erdöl ist seine hohe Energiedichte, d. h. jene Energiemenge, welche in einem bestimmten Volumen gespeichert werden kann. Die Energiedichte von Erdöl übertrifft jene von anderen Energieträgern, wie beispielsweise Akkumulatoren oder auch Gasdruckspeichern (CNG) bei weitem; auch die gewichtsbezogene Energiedichte ist sehr hoch. Deshalb bietet Erdöl als Energieträger für mobile Anwendungen (bewegliche Arbeitsmaschinen und Fahrzeuge zu Lande, zu Wasser und in der Luft) starke Vorteile.
Biogen erzeugte flüssige Kraftstoffe kommen im Vergleich zu regenerativ erzeugtem Wasserstoff oder elektrischen Speichermedien mit ihrer Energiedichte und ihrem technologischen Aufwand für deren Nutzung noch recht nahe an Erdöl heran. Diese sind u. a. Bioethanol (1. und 2. Generation), Biodiesel (RME, FAME) und Pflanzenöle (1. Gen.), synthetische Kraftstoffe (Synfuel aus BtL-Prozess, 2. Generation).
Die Herstellung von Bio-Kraftstoffen in den mittleren Breiten ist allerdings selber mit hohem Energieeinsatz verbunden; neben dem Aufwand für Feldbearbeitung (Traktorsprit), Kunstdünger und Pflanzenschutzmittel, die als Agrochemikalien aus Erdöl oder Erdgas hergestellt werden, wird je nach verwendeter Biomasse unterschiedlich viel Prozessenergie benötigt, z. B. bei der Destillation von Ethanol. Gerade für synthetische Kraftstoffe (BtL) ist die für den Umwandlungsprozess benötigte externe Energie besonders hoch. Der Erntefaktor ist meist sehr niedrig, auf schlechten Böden sogar unter eins: in solchen Fällen wird mehr Energie für die Herstellung des Biokraftstoffs eingesetzt, als am Ende der Kraftstoff selber hat. Lediglich in den Tropen (bspw. Zuckerrohr, Palmöl) ist aufgrund der höheren biologischen Aktivität der Erntefaktor besser, allerdings ergeben sich in der Flächenkonkurrenz zum Regenwald andere Bedenken.
Im Hinblick auf das Nach-Erdölzeitalter kann die Bioethanolherstellung effizienter gestaltet werden, indem als Prozesswärme die KWK-Wärme eines (Block)Heizkraftwerk genutzt wird, das mit Biomasse betrieben wird (Beispiel: Prokon Nord Bioethanolwerk Stade).
Die Erwartungen an eine Wasserstoffwirtschaft haben sich bislang nicht erfüllt. Flüssiger Wasserstoff ist schwierig zu lagern, benötigt verhältnismäßig schwere Kryotanks und hat nur 25 % der volumetrischen Energiedichte von Benzin. Auch liegt der Treibstoffwirkungsgrad von elektrolysiertem Wasserstoff nur bei 25 %. Das Energieäquivalent eines Fasses (entsprechend 159 l) Erdöl, hergestellt aus Windstrom (neun Cent/Kilowattstunde) als flüssiger Wasserstoff, hätte einen Preis pro Fass von 304 US$ und läge damit bei den Herstellungskosten auf ähnlichem Niveau wie der heutige Kundenpreis an der Tankstelle.
In einer Methan- bzw. Methanolwirtschaft soll Methanol (Summenformel CH4O) fossile Brennstoffe als sekundären Energieträger ersetzen. 2005 veröffentlichte Nobelpreisträger George A. Olah sein Buch „Beyond Oil and Gas: The Methanol Economy“, in dem Chancen und Möglichkeiten der Methanolwirtschaft diskutiert werden. Er führt Argumente gegen die Wasserstoffwirtschaft an und erläutert Möglichkeiten der Erzeugung des Methanols aus Kohlendioxid oder Methan. Die bestehende Treibstoffinfrastruktur kann dabei weiterverwendet werden. Es bleiben aber Fragen zur Gewinnung des Ausgangsstoffs Kohlenstoffdioxid (Extraktion aus der Luft ist sehr aufwändig), des benötigten Wasserstoffs und der Primärenergiequelle, die zur Erzeugung des Methanols genutzt wird (Strom aus Kernenergie oder Solarstrom) offen.
Aufgrund der deutlichen Fortschritte bei den elektrischen Energiespeichern dringen diese zunehmend in verschiedene Anwendungen vor. Eine zunehmende technologische Verbesserung der Batteriezelle und Fortschritte in der Großserienfertigung führen zu einer Preissenkung in ähnlicher Größenordnung wie bei der Photovoltaik, jedoch führte dies zu einer Verteuerung der nötigen Rohstoffe wie Kobalt, Lithium und der Metalle der Seltenen Erden. Ein Recyclingkonzept ist nicht nur aus Umweltschutzgründen, sondern auch zur Versorgung mit Sekundärmetallen geboten.
Elektrische Energie ist im Vergleich zu erdölbasierten Anwendungen mit höheren Investitionskosten, jedoch geringeren Treibstoffkosten verbunden, sodass sie sich unter Betrachtung der Total Cost of Ownership in immer mehr Fällen rechnet. Daher empfahl die IEA schon 2008, “we should leave oil before it leaves us” (Fatih Birol: The Independent, deutsch: „wir sollten das Öl verlassen, bevor es uns verlässt“). Je nachdem, wie schnell in welchem Umfang und mit welchen finanziellen Mitteln die Entwöhnung vom Öl angegangen wird, sind verschiedene zukünftige Strategien und deren Ineinandergreifen denk- und machbar.

### Substitution von Öl als Chemierohstoff
Per Kohleverflüssigung könnte Kohle Erdöl direkt ersetzen. Dies brächte allerdings verschiedene Probleme mit sich: Erstens geht bei der Verflüssigung ein Teil der nutzbaren Energie verloren, der Wirkungsgrad der Energiewandlungskette von der Primär- zur Nutzenergie nimmt ab. Zweitens ist der CO2-Ausstoß der verflüssigten Kohle erheblich höher als der von Erdöl und – mit der Verflüssigung – auch höher als bei direkter Nutzung der Kohle. Drittens sind diese Prozesse wie Fischer-Tropsch- oder Bergius-Pier-Verfahren technisch aufwändig und CtL-Treibstoffe daher teurer als Erdölprodukte. Viertens würde dies die große statische Reichweite von Kohle von ca. 130 Jahren (Stand 2020) erheblich reduzieren, da sie hauptsächlich zur Stromerzeugung genutzt wird, und insgesamt etwa 27 % des weltweiten Primärenergieverbrauchs ausmacht, wohingegen der Anteil des Mineralöls 33 % beträgt.:4,45
Allerdings muss für viele chemische Verwendungen von Erdöl der Ersatz nicht ölartig sein. Viele Produkte können auf alternativen Wegen zum Beispiel direkt aus Biomasse gewonnen werden. In anderen Fällen sind alternative Produkte direkt aus Biomasse möglich, wie zum Beispiel Verpackungsfolien, die direkt aus Stärke hergestellt werden.

## Positionen zu Risiken und Lösungsmöglichkeiten

### Behauptung, es existierten keine ernstzunehmenden Probleme
„Wir müssen uns keine Sorgen machen. Es sind noch genug Reserven da. […] Saudi-Arabien fördert heute rund zehn Millionen Fass am Tag, und in einigen Jahren schafft es sicher 12,5 Millionen Fass. […] Es ist sehr wahrscheinlich, dass mittelfristig die [Öl]preise ungefähr bei 40 US-$ im Schnitt liegen. Auf ganz lange Sicht sind sogar 25–30 US-$ vorstellbar.“

„Über das Ölfördermaximum muss sich die Welt in absehbarer Zeit keine Sorgen machen.“

Diese Position hält eine Übertragung des ölfeldspezifischen Konzepts des Ölfördermaximums auf die globale Förderung für unsinnig. Die Ölversorgung sei auch auf der Basis konventioneller Ölvorkommen bei gegenwärtigem Verbrauch bis ins Jahr 2060 gesichert. Steigende Nachfrage und dadurch ansteigende Preise seien als Mechanismus ausreichend, um rechtzeitig für technische Fortschritte in der Ölförderung wie auch bei Ersatzstoffen und -quellen zu sorgen. Als schlimme Nebenwirkungen der „immer wiederkehrenden Ölpanik“ sehen die Vertreter dieser These falsche politische Entscheidungen und eine weitverbreitete Hysterie an, die „völlig unangebracht“ seien.
Der Wirtschaftswissenschaftler Julian L. Simon †1998 bezweifelte aufgrund historischer Studien generell, inwieweit kurzfristige Rohstoffverknappungen in der Lage wären, die industrielle Zivilisation zu gefährden. Solche Wachstumskrisen hätten früher bereits zu neuen Technologien und zur Entdeckung neuer Energieträger geführt, die bereits früher regelmäßig befürchteten Untergangsszenarien seien niemals eingetreten, die angeblich ausgehenden Rohstoffe stünden aktuell in größerem Maße zur Verfügung als jemals zuvor.
Leonardo Maugeri von der italienischen Eni hielt das Ölzeitalter, das vom US Geological Survey bereits 1919 totgesagt worden sei, auch heute für noch lange nicht vorbei, und schloss drastische, demnächst bevorstehende Folgen eines Ölfördermaximums aus. Die These vom baldigen Eintreten wurde laut Maugeri auf Basis neuer Ölfunde und Fördermöglichkeiten widerlegt.
Nach dem Rückgang der Ölpreise Ende 2008 wiederholte der Chefökonom der BP, Christoph Rühl seine skeptische Einstellung gegenüber der Peak-Öl-These

“Physical peak oil, which I have no reason to accept as a valid statement either on theoretical, scientific or ideological grounds, would be insensitive to prices. In fact the whole hypothesis of peak oil – which is that there is a certain amount of oil in the ground, consumed at a certain rate, and then it’s finished – does not react to anything. Whereas we believe that whatever can be turned into oil strongly depends on technology and technology depends on prices as well.
Therefore there will never be a moment when the world runs out of oil because there will always be a price at which the last drop of oil can clear the market. And you can turn anything into oil if you are willing to pay the financial and environmental price.”

### Wettbewerbsvorteile durch energieeffiziente Technologien
Eine Studie der Deutschen Bank von 2008 untersuchte Risiko und Chancen von Peak Oil für den deutschen Maschinen- und Anlagenbau. Einerseits wurde Peak Oil als eine der größten Herausforderungen unserer Zeit eingestuft, da das Risiko einer Energieverknappung bestehe. Knappheit und hohe Energiepreise würden die weitere ökonomische Entwicklung voraussichtlich maßgeblich prägen.
Die Studie kam außerdem zu dem Schluss, dass aufgrund eines enormen Bedarfs an Investitionen in angepasste Techniken zur Energieerzeugung und -Nutzung neben Risiken auch beachtliche Chancen für Unternehmen bestehen, die als erste energieeffiziente Technologien entwickeln. Hierzu zählten insbesondere eine effizientere Rohstoffproduktion und angepasste Angebote in Bereichen wie Solarthermie und dem Bau hocheffizienter Kraftwerke oder Anlagen zur Gasverflüssigung (GTL-Technologie). Neue Technologien, Werkstoffe und Verfahren würden die Produktion leichterer, erheblich weniger Treibstoff verbrauchender Autos ermöglichen sowie eine kostengünstigere Massenproduktion von Photovoltaik-Modulen. Dem Maschinenbau komme hierbei eine Schlüsselrolle zu. Aufgrund der technologischen Führerschaft und der Exportorientierung vieler deutscher Unternehmen sei der bevorstehende tiefgreifende energieökonomische Strukturwandel daher auch eine große Chance.

### Ersatz durch erneuerbare Energiequellen möglich
Viele Regierungen in den Industriestaaten gehen davon aus, dass der Ausfall des Erdöls durch die Kombination von drei vom Staat zu fördernden Maßnahmen abzufangen sei: Ein Ersatz des Erdöls wäre angebotsseitig durch erneuerbare Energiequellen möglich, nachfrageseitig ermöglichen technologische Entwicklungen eine wesentlich höhere Energieeffizienz und gesellschaftliche Veränderungen einen Lebensstil mit wesentlich geringerem Energiebedarf. Neue Technologien verbunden mit steigenden Preisen für Ölprodukte erlauben es effizienter Energie zu nutzen und erneuerbare Energiequellen zu erschließen – vorausgesetzt, dass ausreichend Zeit zu ihrer Entwicklung und Anwendung zur Verfügung steht.

### Gefahr ernster wirtschaftlicher Krisen
„Es gibt weltweit kein ausreichendes Ölangebot (mehr) für ein vollumfängliches Wachstum unserer Wirtschaft oder der Weltwirtschaft.“

„Die Unfähigkeit, die Ölproduktion entsprechend dem steigenden Bedarf auszuweiten, wird in der Zukunft zu einem schweren wirtschaftlichen Schock führen.“

„Wenn die Ölproduktion im Irak bis 2015 nicht exponentiell steigt, haben wir ein sehr großes Problem. Und dies, selbst wenn Saudi-Arabien alle seine Zusagen einhält. Die Zahlen sind sehr einfach, dazu muss man kein Experte sein. […] Innerhalb von 5–10 Jahren wird die Nicht-OPEC-Produktion den Gipfel erreichen und beginnen, wegen nicht ausreichender Reserven zurückzugehen. Für diese Tatsache gibt es täglich neue Beweise. Zeitgleich werden wir den Gipfel des chinesischen Wirtschaftswachstums sehen. Beide Ereignisse werden also zusammentreffen: die Explosion des Wachstums der chinesischen Nachfrage und der Rückgang der Ölproduktion der Nicht-Opec-Staaten. Wird unser Ölsystem in der Lage sein, dieser Herausforderung zu begegnen, das ist die Frage.“

Eine ähnliche alarmierende Position vertrat 2004 auch der Physiker David Goodstein †2024 Goodstein betonte, dass sich der genaue Zeitpunkt eines Eintretens von Versorgungskrisen grundsätzlich nicht hinreichend exakt vorhersagen lässt und noch nicht erkennbar ist, welche Energiequellen und Technologien Erdöl in Zukunft ersetzen können. Deswegen sei eine tiefgreifende Energiekrise von historischem Ausmaß und möglicherweise katastrophalen Folgen zu erwarten. Jeremy Leggett prägte 2008 für eine solche Situation den Begriff „Energy Famine“, also „energetische Hungersnot“.
Die Internationale Energieagentur warnte wiederholt, so im Juli 2007 und im Februar 2009, dass sich die Ölförderkapazitäten aufgrund zurückgehender Reserven und ausbleibender Investitionen verringern und es schon ab dem Jahr 2013 zu einer globalen Wirtschaftskrise aufgrund von massiver Ölknappheit kommen könne. Im August 2009 verschärfte Fatih Birol als führender Ökonom der IEA diese Warnung mit dem Zusatz, dass es schon ab 2011 zu einer Ölkrise kommen könnte: „Selbst wenn die Nachfrage gleich bliebe, würde die Welt das Äquivalent von vier Saudi-Arabiens finden müssen, um die Produktion aufrechtzuerhalten, und sechs Saudi-Arabiens, um mit dem erwarteten Anstieg der Nachfrage zwischen jetzt und 2030 Schritt zu halten.“ Die IEA gibt weiterhin an, dass die Förderung bestehender Ölfelder jährlich um 6,7 % zurückgeht, womit sie ihre 2007 veröffentlichte Schätzung eines jährlichen Rückgangs von nur 3,7 % korrigiert.
Matthew Simmons †2010, Investmentbanker und ehemaliger Energieberater des Weißen Hauses, sagte 2005 aufgrund des Ölfördermaximums für 2010 einen Ölpreis von mindestens 200 US-Dollar pro Fass voraus und schloss darauf mit John Tierney, einem Wirtschaftsjournalisten der New York Times, eine öffentliche Wette über 10.000 US-Dollar ab, die er haushoch verlor. Tierney hält Haussen im Rohstoffbereich – unter Bezugnahme auf Julian L. Simon – für grundsätzlich begrenzt.
Eine Analyse der Bundeswehr von 2010 erklärte, dass durch den Ölförderrückgang ein Punkt (Tipping Point) erreicht werden kann, ab dem das Wirtschaftssystem kippt. Die schwarz-gelbe Bundesregierung schloss sich 2010 den entsprechenden Folgerungen nicht an und verwies auf das bereits beschlossene Energie- und Rohstoffkonzept.
Auslöser kann sein, dass die Marktteilnehmer erkennen, dass die Weltwirtschaft auf unbestimmbare Zeit schrumpfen wird.
In diesem – von der Bundesregierung allerdings ausdrücklich nicht geteilten – Szenario bricht mittelfristig das globale Wirtschaftssystem und jede marktwirtschaftlich organisierte Volkswirtschaft zusammen. In einer auf unbestimmte Zeit schrumpfenden Volkswirtschaft werden Ersparnisse nicht investiert, weil Unternehmen keine Gewinne machen. Unternehmen sind auf unbestimmte Zeit nicht mehr in der Lage, Fremdkapitalkosten zu zahlen oder Gewinne an Eigenkapitalgeber auszuschütten. Das Bankensystem, die Börsen und die Finanzmärkte insgesamt brechen zusammen.
Eine politisch unterschiedlich positionierte, bezüglich der ökonomischen Auswirkungen jedoch sehr ähnliche Position vertrat die Veröffentlichung von 2010 „Tipping Point“ von David Korowicz, Mitarbeiter des „Risk Resilence Network“ der irischen Organisation Feasta.
Jürgen Wiemann, ehemaliger stellvertretender Direktor des Deutschen Instituts für Entwicklungspolitik, vertrat die Position, dass die weltweite Finanz- und Wirtschaftskrise seit 2008 aufgrund der Auswirkungen z. B. auf die für Hypothekenzahlungen verfügbaren Einkommen der amerikanischen Verbraucher durchaus bereits durch den Anstieg der Ölpreise mitverursacht sein könne.

### Sicherheitspolitische Herausforderung
Hierzu existiert vom Juli 2010 die Studie Sicherheitspolitische Implikationen knapper Ressourcen des Dezernats Zukunftsanalyse vom Zentrum für Transformation der Bundeswehr. Sie beschreibt in verschiedenen Abschnitten unter anderem eine Verschiebung der Rollen von Staaten und privater Wirtschaftsakteure, den Weg zu ökonomischen und politischen Krisen beim Übergang zu post-fossilen Gesellschaften, die Überforderung von Akteuren bei der Auswahl von Interventionen sowie ein systemisches Risiko bei Überschreitung des „Tipping Point“. Die Studie ist in verschiedenen Auflagen, die in relativ kurzer Zeit folgten, der Öffentlichkeit bekanntgeworden.

### Gefahr des Zusammenbruchs
Es gibt auch warnende Positionen, welche – pessimistischer als die oben aufgeführten von David Goodstein, Matthew Simmons, oder den Autoren der Studie des Zentrums für Transformation der Bundeswehr – einen möglichen Zusammenbruch der Industriegesellschaft, ausgelöst durch das Überschreiten des Ölfördermaximums, als wahrscheinlich darstellen. Dies wird damit begründet, dass mit fossilen Energiequellen betriebene Arbeitsmaschinen und Transportmittel wie Dampfmaschinen, Schiffe, Motoren und Turbinen so sehr zur Industriellen Revolution beigetragen haben, dass ein Verzicht auf solche Quellen vielen Autoren unmöglich scheint.
Schriftsteller wie James Howard Kunstler, Richard Heinberg oder Andreas Eschbach haben Szenarien entworfen, in denen Treibstoffe als wichtige Grundlage der industriellen Zivilisation nicht mehr in ausreichendem Maße zur Verfügung stehen und es so zu erheblichen gesellschaftlichen Umbrüchen kommt. Extrem pessimistisch ist die sogenannte Olduvai-These, der zufolge aufgrund des Ölfördermaximums die derzeitige industrielle Zivilisation bis 2030 zusammenbrechen müsse und bis 2050 nur noch etwa zwei Milliarden Menschen auf einem vorindustriellen Energieniveau werden überleben können.

### Zunehmendes Risiko von schweren Ölkatastrophen
Der Geologe Klaus Bitzer, Mitglied der ASPO, vertritt anlässlich der Ölkatastrophe im Golf von Mexiko 2010 als Folge der Havarie der Plattform Deepwater Horizon die Position, dass die Erschöpfung der leicht zugänglichen Ölfelder zu einer Vergrößerung der Risiken der Ölförderung und somit auch zu einer größeren Gefahr von Ölkatastrophen beitrage:

„Auf der Suche nach und bei der Ausbeutung der letzten Lagerstätten werden die technischen Probleme auch immer größer. […]
(Frage) ‚Warum solche Risiken eingehen?‘ – K. Bitzer: Es ist ganz einfach so, dass alle ergiebigen, konventionell ausbeutbaren Ölfelder längst entdeckt sind. Also wird die Suche immer schwieriger. Es ist wie beim ‚Schiffe versenken‘: Zuerst trifft man immer die großen Tanker. Bis man alle kleinen U-Boote hat, braucht man ungleich länger.“

Umgekehrt wird die Position vertreten, dass höhere Sicherheitsauflagen bei technisch und ökologisch riskanten Ölförderprojekten als Reaktion auf die Havarie zu Einschränkungen der Förderung und Ausfällen führen könnten. Diese werden von der IEA auf bis zu 300.000 Barrel, von Steffen Bukold bei Einbeziehung weiterer Ölförderregionen auf bis zu 1.000.000 Barrel pro Tag beziffert, da ein sehr großer Anteil von neu zu erschließenden Ölquellen in den OECD Staaten auf Tiefseeförderungen basieren solle. Dass ein derart hoher Anteil allerdings auf realistischen Prognosen beruhe, wird wiederum von Experten wie Klaus Bitzer in Zweifel gezogen, die auch bei Ausbleiben eines Moratoriums einen frühzeitigen Rückgang der Ölförderung befürchten, da sich mit diesen Projekten, wie sie z. B. vor der Küste Brasiliens geplant sind, gewaltige technologische Risiken verbänden. Tatsächlich entspricht die Ölförderung in der Tiefsee ungefähr dem Zuwachs zwischen dem Jahr 2000 und 2009.

## Diskutierte Maßnahmen
Als Plattform für Diskussionen diente unter anderem das Internetforum The Oil Drum  und Konferenzen und Veröffentlichungen der ASPO und ihrer regionalen Mitglieder und Gesellschaften. The Oil Drum wurde im September 2013 eingestellt; die bereits erstellten Artikel und Diskussionen wurden archiviert und sind weiter verfügbar. Zum Thema Erdöl wurde in Deutschland auch die Energieökonomin Claudia Kemfert bekannt.

### Vorsorgemaßnahmen als Risikomanagement
Angemessene Reaktionen auf den drohenden Rückgang der Ölförderung erfordern im Rahmen eines Risikomanagements eine Entscheidung unter Unsicherheit, die Szenarien und ihre Eintrittswahrscheinlichkeiten bewertet, wie es zum Beispiel beim Brandschutz, der Einschätzung der Risiken der Kernenergie und sonstiger Sicherheitsmaßnahmen erforderlich ist. Mit dieser Frage beschäftigt sich der sogenannte Hirsch-Report aus dem Jahre 2005, der vom US Department of Energy beauftragt wurde. Der Hirsch-Report hatte den Schluss gezogen, dass die verfügbare Zeit es nicht erlaube, sich auf die Entwicklung völlig neuer Technologien zu stützen, sondern es erforderlich mache, bereits Bekanntes zu nutzen. Zu ähnlichen Ergebnissen kamen auch Planspiele der Heritage Foundation bezüglich einer terroristischen Unterbrechung der Ölversorgung.

### Vorgeschlagene Vorsorgemaßnahmen nach Ländern

#### Deutschland
Verschiedene deutsche Bundesregierungen sahen keine Gefahr einer Energiekrise aufgrund einer Verringerung der Ölförderung. Deswegen waren auch keine Maßnahmen geplant, einem solchen Ereignis zu begegnen.

#### Schweden
Das Risiko eines Rückgangs der Ölförderung trug in Schweden zur Ankündigung bei, das Land bis 2020 unabhängig von Erdöl und fossilen Rohstoffen zu machen, welche 2005 von der seinerzeit aus den schwedischen Grünen und der Linkspartei gebildeten Regierung veröffentlicht wurde (Schwedischer Ölausstieg). Die Empfehlungen des zu diesem Ziel gebildeten Expertenkomitees fanden international Beachtung. Eine Umsetzung ist nicht erfolgt.

#### USA
Eine entsprechende Umsetzung von Maßnahmen fand bisher nicht statt, die USA sind seit 2012 entgegen Hirschs und auch Hubberts Voraussagen aufgrund neuer Techniken (vgl. Hydraulic Fracturing) auf dem Wege, wieder zum weltweit führenden Ölproduzenten zu werden.

## Filme und Radio
- The Oil Crash (vielfach ausgezeichneter Dokumentarfilm von 2006, der die Geschichte der Erdölförderung zeigt und eine drohende Ölkrise beschreibt, 83 Min.)
- Requiem für einen Rohstoff, Teil 1: Am Anfang war das Öl, Teil 2: Öl – Eine endliche Geschichte Zweiteilige PHOENIX-Dokumentation, 2009